# Antoni Biłas
Antoni Biłas (ur. 1921 we Lwowie, zm. 1 grudnia 1997 w Łodzi) – polski rzeźbiarz.

## Wykształcenie
Antoni Biłas ukończył studia w Instytucie Sztuk Pięknych we Lwowie u profesora Mariana Wnuka; dyplom uzyskał w Akademii Sztuk Pięknych w Warszawie. W 1945 r. Biłas przyjechał do Łodzi. Należał do Związku Polskich Artystów Plastyków.

## Pomniki
- 1950 – Pomnik Robotnika i Robotnicy w Łodzi. Pomnik został wykonany z gipsu. Został rozebrany po uszkodzeniu wynikłym z eksplozji w 1952. Współautorzy: Józef Starzyński, Wacław Wołosewicz[1].
- 1960 – Pomnik-Mauzoleum – Radogoszcz. Pomnik-Mauzoleum w miejscu obozu hitlerowskiego w Radogoszczu w Łodzi. Pomnik wykonany w betonie i metalu Autor betonowego pomnika, płaskorzeźba i elementów bramy z metalu[2][3].
- 1960 – Pomnik Tadeusza Kościuszki w Łodzi. Odbudowa Pomnika w starym, przedwojennym kształcie realizacja odtworzył Zespół Artystów Rzeźbiarzy: Mieczysław Lubelski (ten sam twórca, który projektował go 30 lat wcześniej), Antoni Biłas, Elwira i Jerzy Mazurczykowie. Fundusze na ten cel pochodziły ze składek społecznych[4].
- 9 czerwca 1966 – Pomnik Czynu Zbrojnego Gwardii Ludowej i Armii Ludowej w Muzeum w Polichnie. Pomnik wykonany w betonie. Decyzja o jego budowie zapadła na posiedzeniu Zarządu Związku Bojowników o Wolność i Demokrację 1 lutego 1966 r.[5][6] W latach dziewięćdziesiątych XX w. lico pomnika uległo zmianie. Obecnie widnieją na nim daty 1939 i 1956, rozdzielone znakiem Polski Walczącej[7].
- 14 grudnia 1968 – Pomnik Bojowników o Wyzwolenie Społeczne i Narodowe w Pabianicach. Po nim został odsłonięty 15 grudnia 1968 r. w 20-lecie zjednoczenia PZPR rocznicę oraz 50. rocznicę powstania KPP. Pomnik wykonany w betonie. W 2022 roku rozebrany zgodnie z ustawą o dekomunizacji przestrzeni publicznej[8].
- 28 września 1969 – Pomnik Stu Straconych w Zgierzu na Placu Stu Straconych w Zgierzu. Pomnik wykonany w betonie. Napis na pomniku brzmi: ”Stu Polakom bestialsko zamordowanym przez hitlerowskiego okupanta 20.III.1942 r. Społeczeństwo miasta Zgierza” 20 marca 1942 r. Niemcy spędzili siłą około 6 tysięcy osób na dawny plac stodół (ówczesne wysypisko śmieci) i na ich oczach rozstrzelano 100 (96 mężczyzn i 4 kobiety) niewinnych Polaków. Był to odwet za zastrzelenie dwóch SS-Mannów przez sierżanta Wojska Polskiego Józefa Mierzyńskiego. Władze niemieckie wiedziały kto jest sprawcą zabójstwa, ale w celu sterroryzowania narodu polskiego stosowano odpowiedzialność zbiorową. Ciała rozstrzelonych wywieziono do lasu lućmierskiego i tam je pogrzebano. Po wojnie przeprowadzono ekshumację do zbiorowej mogiły, znajdującej się w lesie w pobliżu trasy ozorkowskiej.Dla uczczenia ofiar zbrodni nazistowskich społeczeństwo Zgierza w miejscu egzekucji przy zbiegu ulic Piątkowskiej i J. Piłsudskiego wzniosło pomnik[9].
- 27 marca 1982 – Pomnik Leona Schillera w Łodzi. Rzeźba wykonana w granicie. Monument powstał dzięki składkom mieszkańców Łodzi z inicjatywy Kazimierza Dejmka.
- 1983 – Pomnik tańczącej pary w Łodzi, Pomnik wykonany w betonie. Dwie postacie połączone w fantazyjnej figurze tanecznej, stanowiące charakterystyczną rzeźbę przy rondzie Sybiraków na Widzewie[10].

## Zdjęcia pomników autorstwa Antoniego Biłasa (wybrane)

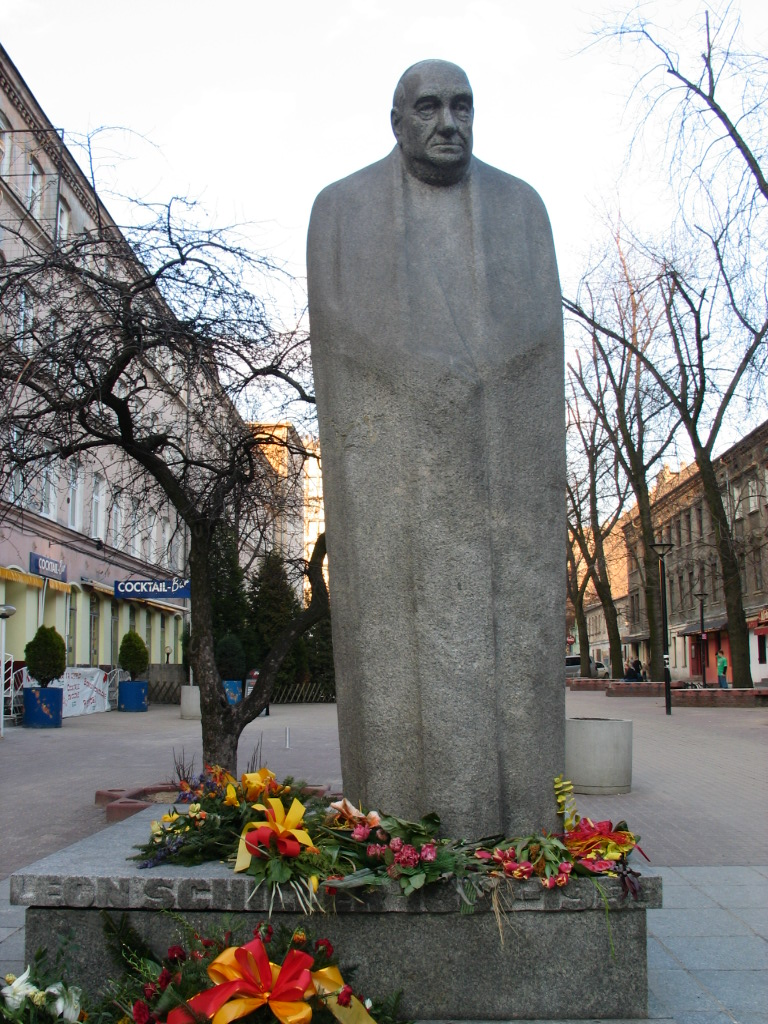
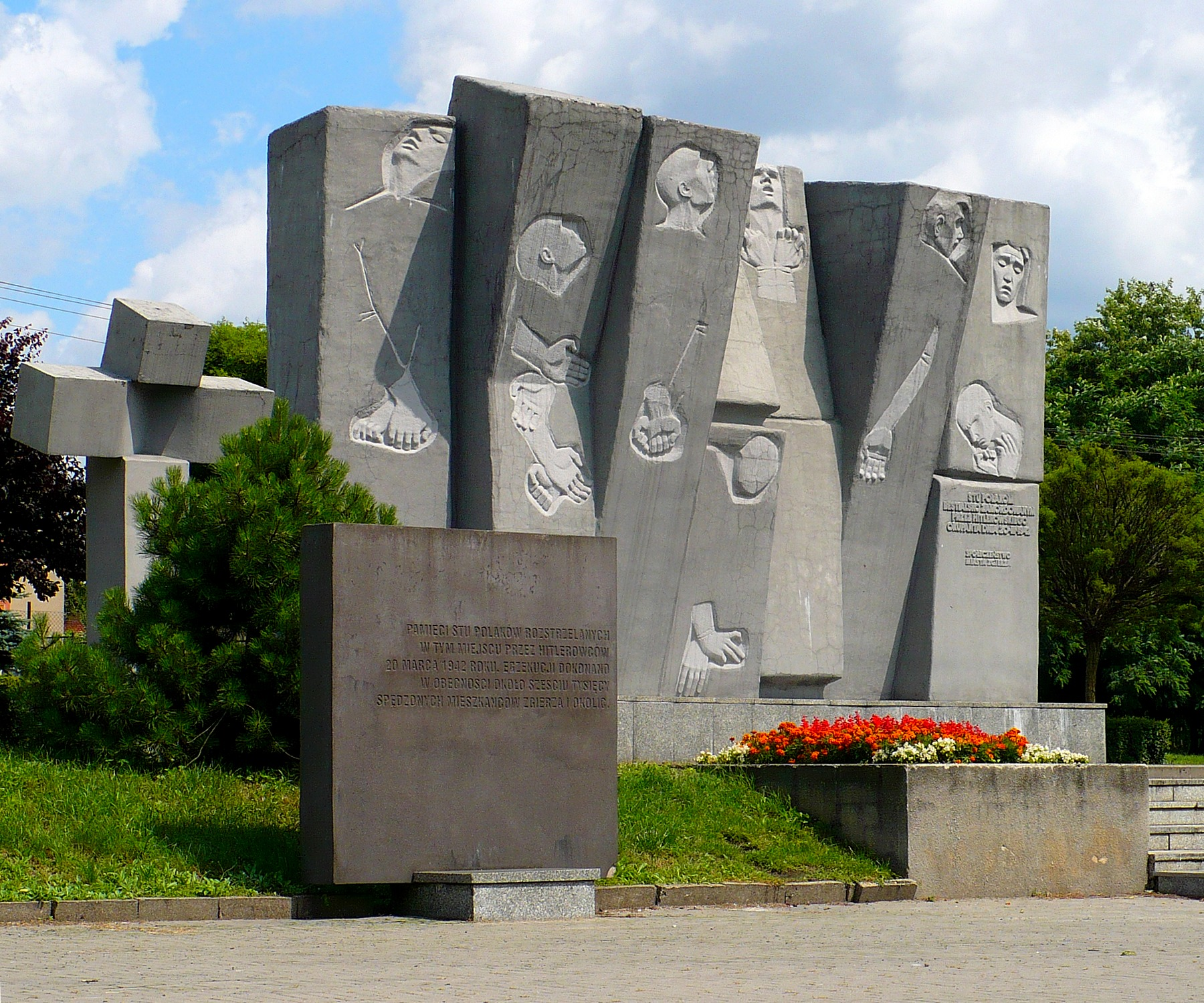
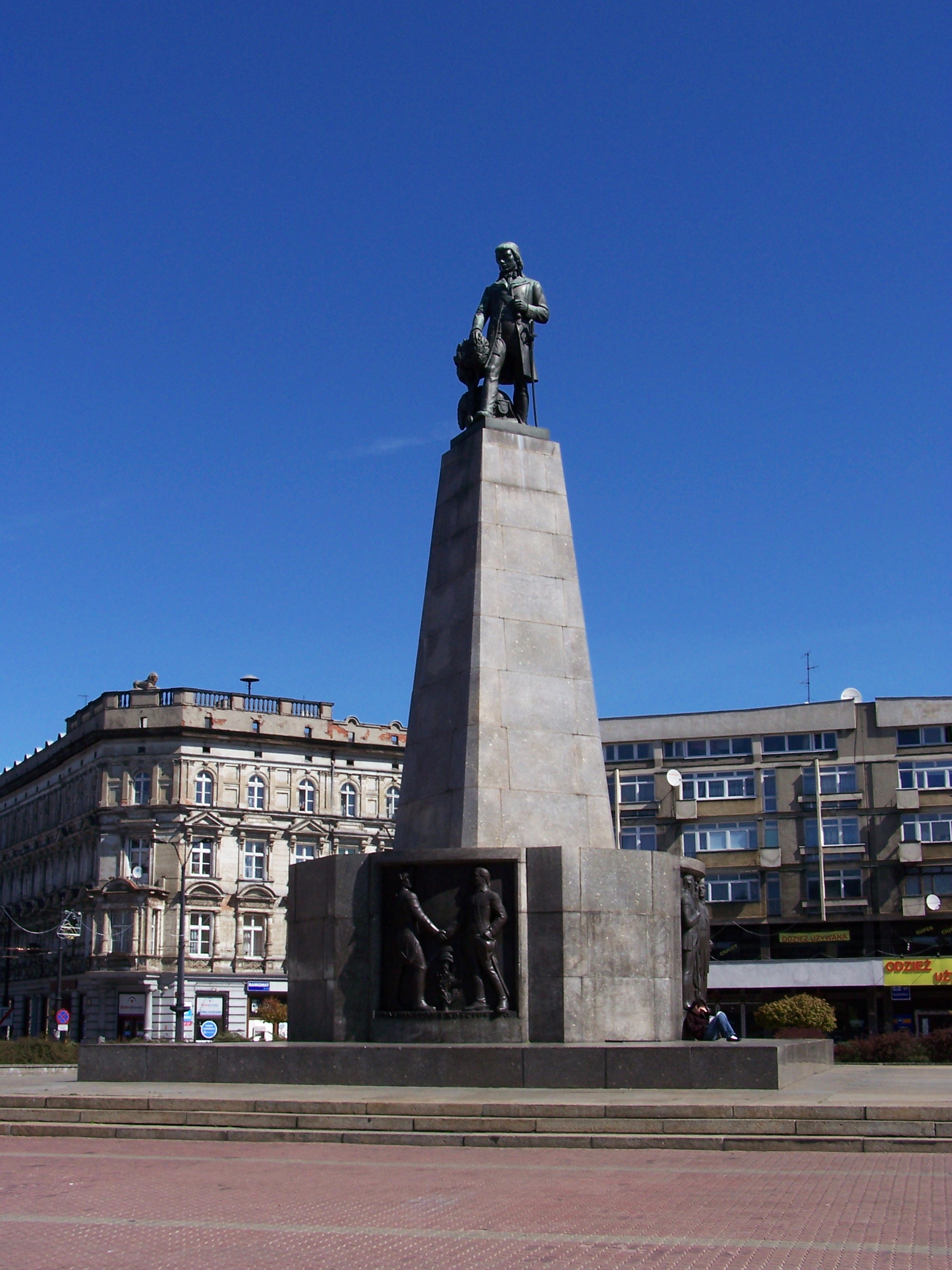
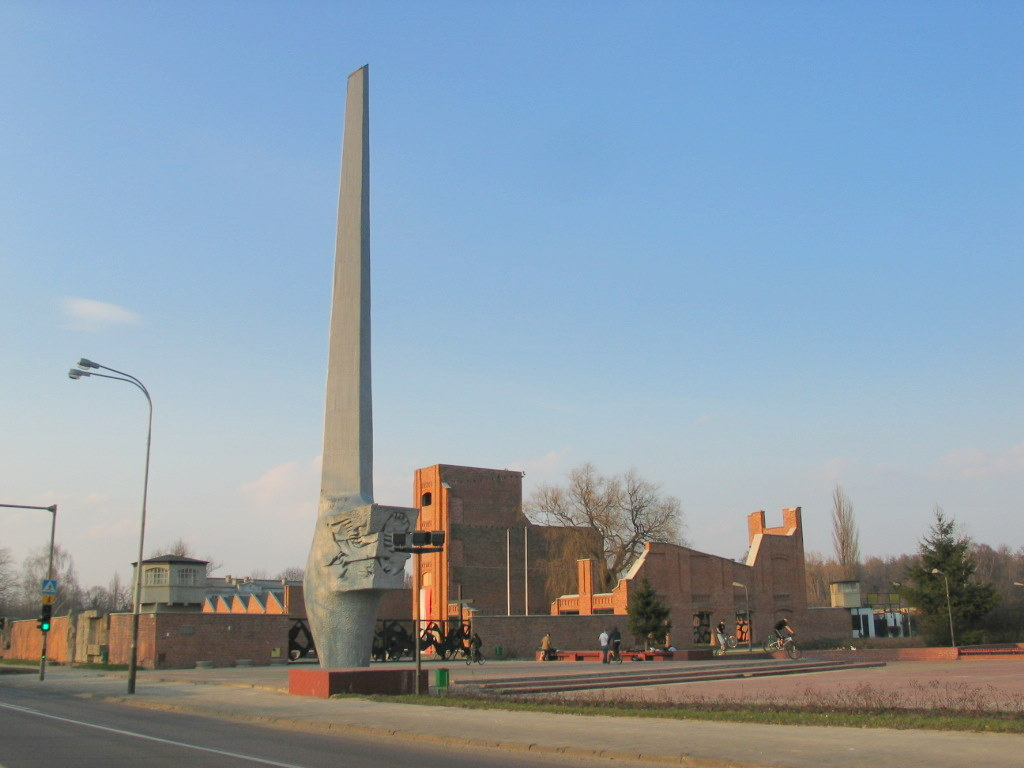
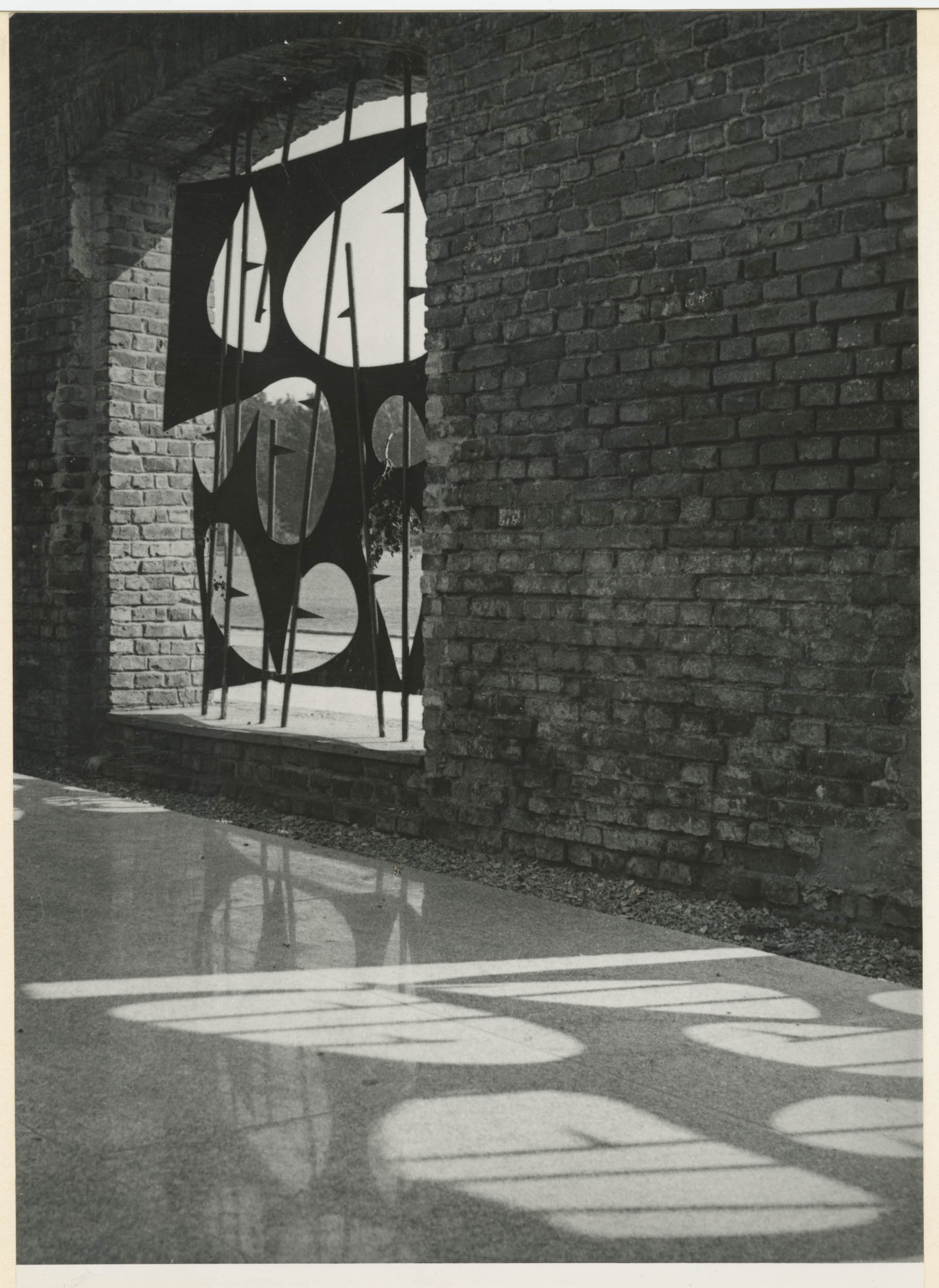